# Vislava
Vislava (ungarisch Kisvajszló – bis 1907 Viszlava) ist eine Gemeinde im Nordosten der Slowakei mit 187 Einwohnern (Stand 31. Dezember 2024), die zum Okres Stropkov, einem Kreis des Prešovský kraj gehört.

## Geographie

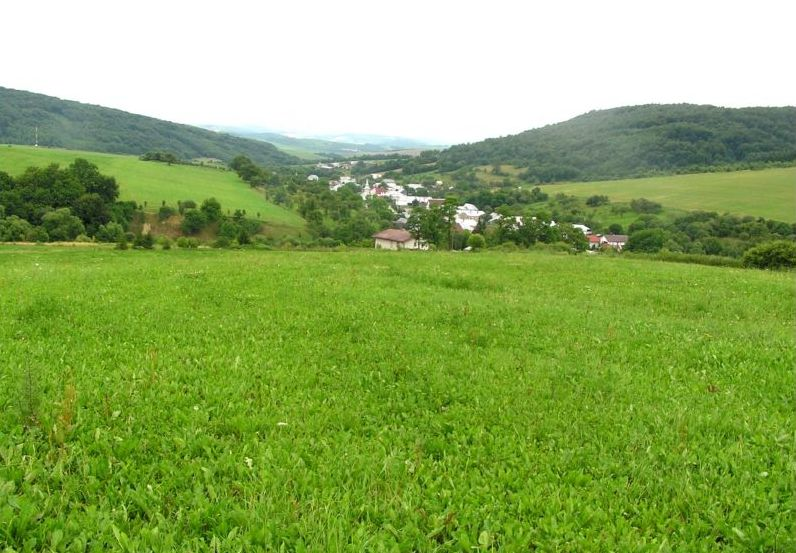
Vislava

Die Gemeinde befindet sich in den Niederen Beskiden im Bergland Ondavská vrchovina, im Tal des Baches Vislavka im Einzugsgebiet der Chotčianka und weiter der Ondava. Das Ortszentrum liegt auf einer Höhe von 269 m n.m. und ist neuneinhalb Kilometer von Stropkov entfernt.
Nachbargemeinden sind Šemetkovce im Norden, Oľšavka im Nordosten und Osten, Bukovce im Südosten, Vyškovce im Süden, Potoky und Nová Polianka im Westen und Vagrinec im Nordwesten.

## Geschichte
Vislava wurde zum ersten Mal 1353 als Vyzlou schriftlich erwähnt und war Teil der Herrschaft von Makovica. Weitere historische Bezeichnungen sind unter anderen Wayzlo oder Wazlo (1414), Wyslowa (1551) und Viszlava oder Wastawa (1773). 1427 wurden 30 Porta verzeichnet.
1787 hatte die Ortschaft 35 Häuser und 246 Einwohner, 1828 zählte man 41 Häuser und 335 Einwohner, die als Landwirte tätig waren. Im 19. Jahrhundert besaß die Familie Károlyi Ortsgüter. Von 1850 bis 1890 gab es eine beträchtliche Auswanderungswelle. Während der Winterschlacht in den Karpaten um die Jahreswende 1914/15 lieferten sich österreichisch-ungarische und russische Truppen Gefechte auf dem Gemeindegebiet.
Bis 1918 gehörte der im Komitat Sáros liegende Ort zum Königreich Ungarn und kam danach zur Tschechoslowakei beziehungsweise heute Slowakei. Nach dem Zweiten Weltkrieg wurde die örtliche Einheitliche landwirtschaftliche Genossenschaft (Abk. JRD) im Jahr 1959  gegründet, einige Bewohner pendelten zur Arbeit in Industriegebiete in Stropkov, Svidník und Košice.

## Bevölkerung
| Jahr                | 1994 | 2004    | 2014     | 2024    |
| ------------------- | ---- | ------- | -------- | ------- |
| Anzahl der Personen | 242  | 234     | 205      | 187     |
| Unterschied         |      | −3,30 % | −12,39 % | −8,78 % |

| Jahr                | 2023 | 2024    |
| ------------------- | ---- | ------- |
| Anzahl der Personen | 191  | 187     |
| Unterschied         |      | −2,09 % |

Nach der Volkszählung 2011 wohnten in Vislava 225 Einwohner, davon 178 Slowaken, 33 Russinen und ein Ukrainer. 13 Einwohner machten keine Angabe zur Ethnie.
205 Einwohner bekannten sich zur griechisch-katholischen Kirche, acht Einwohner zur orthodoxen Kirche, sieben Einwohner zur römisch-katholischen Kirche und zwei Einwohner zur orthodoxen Kirche. Bei drei Einwohnern wurde die Konfession nicht ermittelt.

## Bauwerke und Denkmäler
- griechisch-katholische Kirche Hl. Basilius der Große im neoklassizistischen Stil aus den Jahren 1905–06[6]

## Verkehr
Durch Vislava führt die Cesta III. triedy 3586 („Straße 3. Ordnung“) von Chotča (Anschluss an die Cesta II. triedy 575 („Straße 2. Ordnung“)) heraus und weiter nach Vagrinec und Ladomirová.